# O Imperador

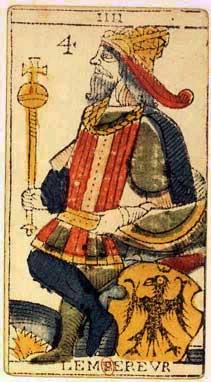
O Imperador.

O Imperador é o quarto Arcano Maior do baralho do Tarot. Representa um homem de idade, com barba branca, sentado em seu trono. A carta tem o número IV e a letra hebraica HEH.

## Simbologia
Elementos simbólicos da carta são:
- Carneiro: A letra Heh é a primeira das doze "letras simples" do alfabeto hebraico, que são as letras com apenas uma pronúncia. Por isso a carta é associada ao primeiro signo do Zodíaco, Áries. O signo de Áries denota autoridade, liderança, ação e poder, e seu símbolo é um carneiro.
- Cor vermelha: Áries é regido por Marte, que tem como metais o ferro e o aço e como cor o vermelho e escarlate.
- Ouro: Na casa de Áries o Sol encontra seu poder máximo, e representa o ego e a autoridade. Seu metal é o ouro.
- Montanhas: São altas e desertas, representando a austeridade da regulação e supervisão.

## Significado
Como representação da letra Heh, a janela, a carta é ligada à supervisão e ao controle. É associada principalmente à figura paterna, que regula e ordena a vida familiar. O Imperador representa a lei, os limites e a ordem, no contexto de liderança e autoridade silenciosa.